# Wolfram Letzner
Wolfram Letzner (* 1957) ist ein deutscher Klassischer Archäologe.
Letzner studierte Klassische Archäologie, Alte Geschichte und Ur- und Frühgeschichte an der Universität Münster und wurde dort 1989 mit der Arbeit Römische Brunnen und Nymphaea in der westlichen Reichshälfte promoviert. Er ist als Sachbuchautor, Fotograf und Reiseleiter tätig und wohnt in Hamm.

## Schriften (Auswahl)
- Römische Brunnen und Nymphaea in der westlichen Reichshälfte (= Charybdis. Band 2). Lit, Münster 1990, ISBN 3-88660-664-3.
- Lucius Cornelius Sulla. Versuch einer Biographie (= Schriften zur Geschichte des Altertums. Band 1). Lit, Münster 2000, ISBN 3-8258-5041-2.
- Das römische Pula. Bilder einer Stadt in Istrien (Zaberns Bildbände zur Archäologie). Philipp von Zabern, Mainz 2005, ISBN 3-8053-3472-9.
- Der römische Circus. Massenunterhaltung im Römischen Reich. Philipp von Zabern, Mainz 2009, ISBN 978-3-8053-3944-5.
- Ephesos. Eine antike Metropole in Kleinasien. Philipp von Zabern, Mainz 2010, ISBN 978-3-8053-4090-8.
- Athen. Der archäologische Führer. Philipp von Zabern, Mainz 2012, ISBN 978-3-8053-4456-2.
- Die 50 bekanntesten archäologischen Stätten Deutschlands. Nünnerich-Asmus, Mainz 2013, ISBN 978-3-943904-02-4.
- Die 40 bekanntesten historischen und archäologischen Stätten in Istrien. Nünnerich-Asmus, Mainz 2014, ISBN 978-3-943904-55-0.
- Gebrannte Erde. Antike Keramik – Herstellung, Formen und Verwendung. Nünnerich-Asmus, Mainz 2015, ISBN 978-3-943904-98-7.
- 50 weitere archäologische Stätten in Deutschland – die man kennen sollte. Nünnerich-Asmus, Mainz 2016, ISBN 978-3-945751-31-2.
- Die 40 bekanntesten archäologischen und historischen Stätten in Albanien. Nünnerich-Asmus, Mainz 2017, ISBN 978-3-945751-75-6.